# Südlicher Gaskorridor

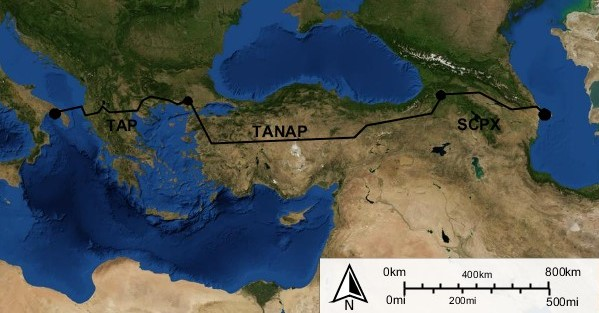
Südlicher Gaskorridor

Der Südliche Gaskorridor ist ein bedeutendes Energieinfrastrukturprojekt, das darauf abzielt, Erdgas aus der kaspischen Region nach Europa zu transportieren. Das Projekt umfasst mehrere Pipelines, darunter die Südkaukasus-Pipeline (SCP), die Transanatolische Pipeline (TANAP) und die Transadriatische Pipeline (TAP), die sich über eine Länge von fast 3.500 Kilometern erstrecken. Ziel des Korridors ist es, die Energieversorgung Europas zu diversifizieren und die Abhängigkeit von russischen Gaslieferungen zu verringern. Die Eröffnung des ersten Abschnitts fand am 29. Mai 2018 statt, und die Transadriatische Pipeline nahm ihren kommerziellen Betrieb am 15. November 2020 auf. Trotz seiner strategischen Bedeutung ist das Projekt umstritten, da es sowohl Umweltbedenken als auch politische Kontroversen hervorruft.

## Geschichte

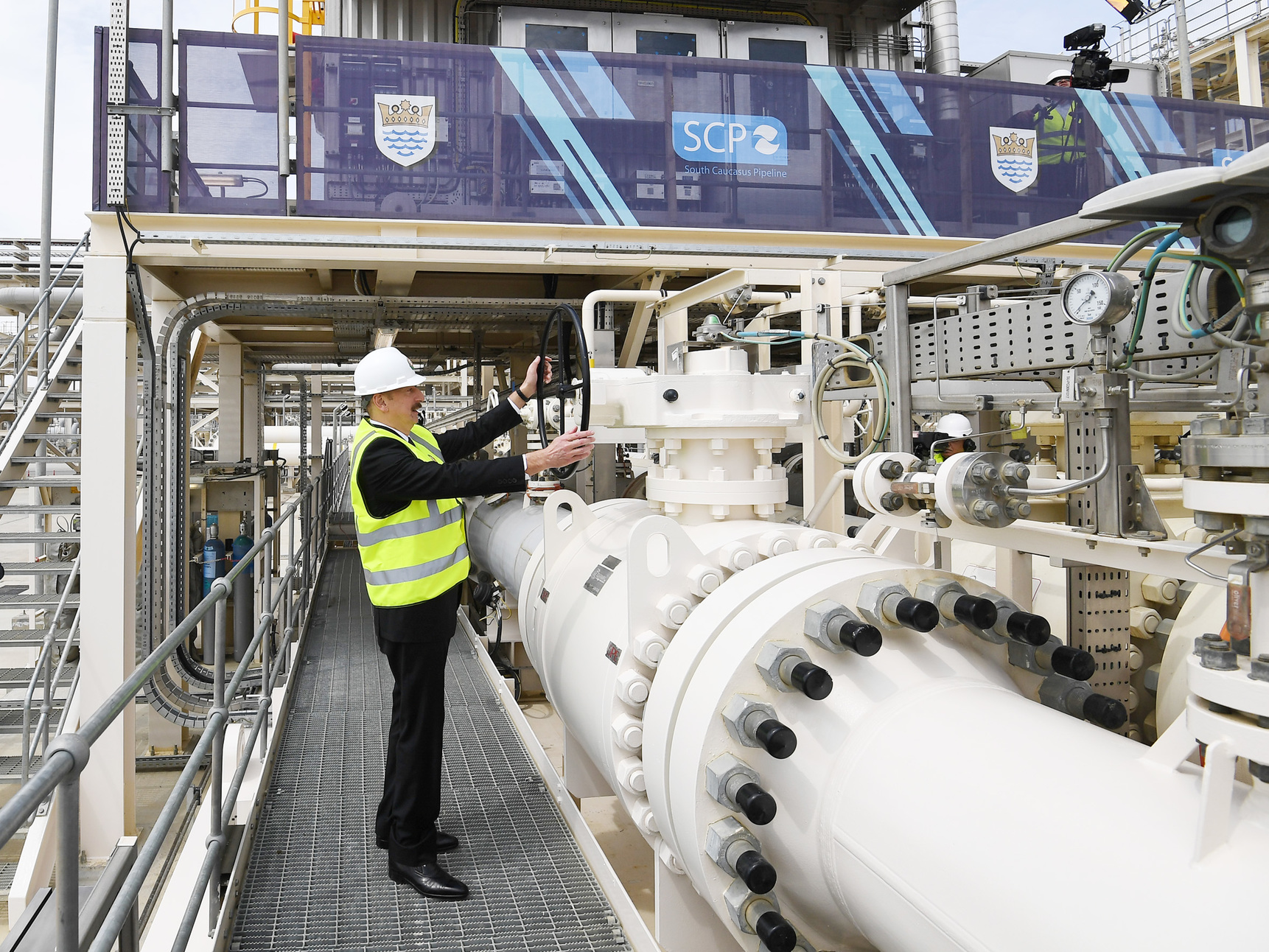
Aserbaidschans Staatspräsident İlham Əliyev erklärt am 29. Mai 2018 den ersten Abschnitt des südlichen Gaskorridors für eröffnet.

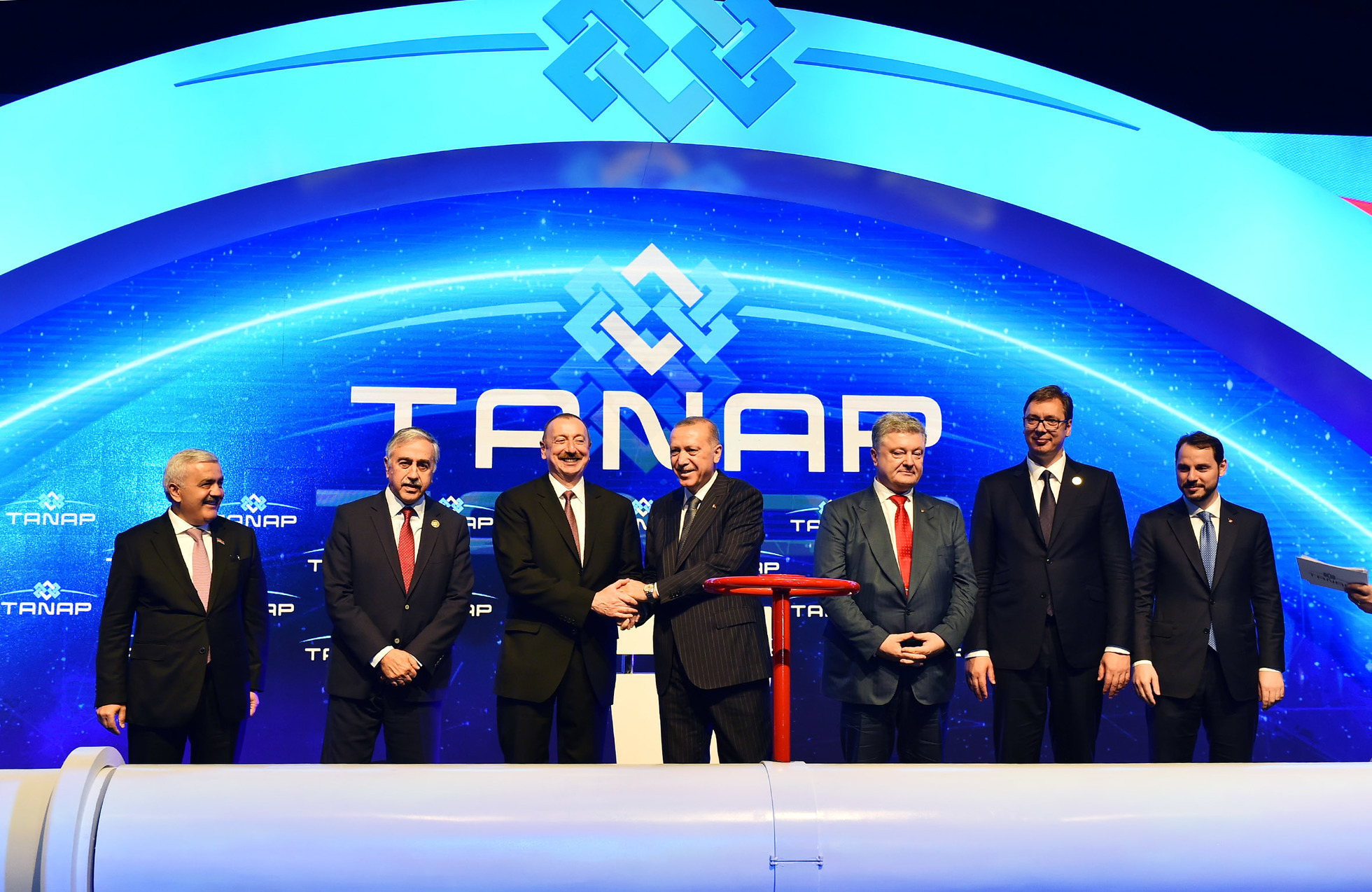
TANAP Eröffnungszeremonie in Eskişehir.

Die Europäische Union (EU) ist von den Energiequellen anderer Länder abhängig. Im Jahr 2017 stammten rund 54 % des Bruttoinlandsenergieverbrauchs der EU aus importierten Quellen. Russland war über viele Jahre hinweg der Hauptlieferant von Erdgas, Kohle und Rohöl, trotz eines jüngsten Rückgangs. Der Streit Russlands mit Transitländern ist ein Grund zur Besorgnis hinsichtlich der Abhängigkeit von den Importen des Landes.
Die Initiative wurde in der Mitteilung der Europäischen Kommission Zweite Überprüfung der Energiestrategie – EU-Aktionsplan für Energieversorgungssicherheit und -Solidarität (COM/2008/781) im Jahr 2008 vorgeschlagen. Die Europäische Union identifizierte eine Reihe von Partnerländern für diese Initiative, darunter Aserbaidschan, Türkei, Georgien, Turkmenistan, Kasachstan, Irak, Ägypten und die Maschrek-Länder. Usbekistan und Iran sollten, wenn die politischen Bedingungen es erlauben, eine weitere bedeutende Versorgungsquelle für die EU darstellen.
Es gab zahlreiche Konferenzen zu diesem Projekt. Am 8. Mai 2009 fand in Prag der Gipfel „Southern Corridor – New Silk Road“ statt, der sich mit dem Zweck des Korridors befasste. Im Jahr 2015 fand an der University of Houston, Texas, eine Southern Gas Corridor Conference statt. Vertreter von Gasunternehmen, Konsulaten und anderen organisatorischen Behörden nahmen teil, um Beziehungen zu entwickeln und Produktionen zu berechnen. Die Länder, die auf der Konferenz vertreten waren, waren die Vereinigten Staaten, Aserbaidschan, die Türkei, Griechenland und Italien.
Am 15. Februar 2018 fand in Baku das vierte Treffen der Minister im Rahmen des Southern Gas Corridor Advisory Council statt. Albanien und Aserbaidschan vereinbarten die Gründung eines neuen Unternehmens zur Entwicklung des Projekts der Ionisch-Adriatischen Pipeline (IAP). Die State Oil Company of Azerbaijan Republic (SOCAR) und das albanische Unternehmen Albgaz sowie Gasverteilungsunternehmen aus Nachbarländern wie Montenegro und Kroatien unterzeichneten zwei Dokumente im Zusammenhang mit der Planung neuer Pipelines. Dieses Projekt wurde an den Südlichen Gaskorridor angeschlossen.
Die Eröffnungszeremonie des Südlichen Gaskorridors fand am Səngəçal Terminal mit der Teilnahme das aserbaidschanischen Präsidenten İlham Əliyev am 29. Mai 2018 statt.
Die Eröffnungsfeier der Transanatolischen Pipeline (TANAP) fand in Eskişehir, Türkei, mit der Teilnahme der Präsidenten von Aserbaidschan, Türkei und der Ukraine am 12. Juni 2018 statt.
Am 15. November 2020 begann die Transadriatische Pipeline (TAP) mit dem kommerziellen Betrieb.

## Technische Beschreibung
Im Programm Trans-European Networks – Energy (TEN-E) stufte die Europäische Union (EU) drei der Pipelines als strategisch wichtig ein (die Turkey-Greece-Italy Interconnector Gas Pipeline (ITGI), Nabucco-Pipeline und White Stream). Auch die Transadriatische Pipeline wurde damals als Projekt Südlicher Korridor identifiziert. Es war geplant, dass die Projekte des Südlichen Korridors die nötige Transportkapazität bereitstellen könnten, um 60 bis 120 Milliarden Kubikmeter kaspisches und zentralasiatisches Gas direkt nach Europa zu liefern.
Stand 2017 verläuft der Korridor durch Georgien, die Türkei, Griechenland, Albanien und Italien und besteht aus drei Hauptprojekten:
- der Erweiterung der Südkaukasus-Pipeline (SCPx) durch Aserbaidschan und Georgien,
- der Transanatolischen Pipeline (TANAP) durch die Türkei,
- der Transadriatischen Pipeline (TAP) durch Griechenland, Albanien und Italien.

Die Kombination dieser Pipelines hat eine Länge von fast 3.500 Kilometern. Die Gesamtkosten dieser Projekte werden auf 45 Milliarden US-Dollar geschätzt.
Es gibt weitere Projekte, die zum Südlichen Gaskorridor gehören:
- Die „Shah Deniz 2“-Erschließung im Kaspischen Meer,
- Erweiterung des Gastransportnetzes in Italien,
- Ausbau der Aufbereitungsanlage am Səngəçal Terminal.

Die aktuellen Reserven des Projekts betragen etwa 1,2 Billionen Kubikmeter Gas und 2,2 Milliarden Barrel Kondensat.

## Finanzierung

### Europäische Investitionsbank
Am 6. Februar 2018 stimmte die Europäische Investitionsbank (EIB) dafür, 1,5 Milliarden Euro, eines der größten Darlehen Europas, für eines der größten fossilen Brennstoffprojekte der Europäischen Union (EU), die Transadriatische Pipeline (TAP), bereitzustellen. Die Genehmigung des Darlehens folgte der Veröffentlichung einer Studie, die zeigte, dass der Südliche Gaskorridor ebenso emissionsintensiv oder sogar noch intensiver als Kohlekraft sein könnte.
Ein über eine Informationsfreiheitsanfrage erhaltenes Dokument offenbarte, dass der Europäische Kommissar für Energie und Klimaschutz, Miguel Arias Cañete, sowie der Vizepräsident der Europäischen Kommission, der für die Energieunion zuständig war, Maroš Šefčovič, die EIB dazu gedrängt hatten, Kredite für die TAP und den östlichen Abschnitt des Südlichen Gaskorridors, die Transanatolische Pipeline (TANAP), zu genehmigen.

### Beteiligung anderer Finanzinstitute und Interessengruppen
Die Europäische Bank für Wiederaufbau und Entwicklung (EBRD) genehmigte bereits drei Kredite für das Gasfeld „Shah Deniz Phase 2“ (200 Millionen US-Dollar, 250 Millionen US-Dollar und 100 Millionen US-Dollar) sowie einen Kredit über 500 Millionen US-Dollar für die Transanatolische Pipeline (TANAP) und erklärte, dass ihre finanzielle Unterstützung für die Transadriatische Pipeline (TAP) sich auf 1,2 Milliarden Euro belaufen könnte. Neben 250 Millionen US-Dollar für „Shah Deniz Phase 2“ (als Teil eines Pakets mit der EBRD und Geschäftsbanken) genehmigte die Asiatische Entwicklungsbank (ADB) im Dezember 2016 zusätzliche 1 Milliarde US-Dollar für das Gasfeld. Die Weltbank genehmigte zwei Kredite über je 400 Millionen US-Dollar für die Türkei und Aserbaidschan für TANAP. Die Multilaterale Investitions-Garantie-Agentur der Weltbank (MIGA) genehmigte eine Garantie von bis zu 950 Millionen US-Dollar für TANAP gegen das Risiko der Nichterfüllung einer staatlichen finanziellen Verpflichtung. Die Asiatische Infrastrukturinvestmentbank (AIIB) genehmigte bei einer nicht angekündigten außerordentlichen virtuellen Vorstandssitzung am 21. Dezember einen Kredit über 600 Millionen US-Dollar für TANAP. (Die Projektzusammenfassung der AIIB gibt auch an, dass die kombinierte Unterstützung von EIB und EBRD für TANAP 2,1 Milliarden US-Dollar beträgt, was darauf hindeutet, dass die EBRD, ähnlich wie die EIB, 1 Milliarde Euro für TANAP in Betracht zieht.)
Derzeit besitzt die aserbaidschanische Regierung (Ministerium für Wirtschaft der Republik Aserbaidschan) 51 % des Südlichen Gaskorridors, die anderen 49 % gehören der State Oil Company of Azerbaijan Republic (SOCAR).
Im Jahre 2017 hat die Weltbank einen Kredit von 400 Millionen US-Dollar an das Mineralölunternehmen BP, einen Hauptaktionär und Betreiber des Joint Venture „Shah Deniz“, bereitgestellt. Die ADB hatte ihre geplante Finanzierung von 600 Millionen US-Dollar für TANAP angekündigt. Die EIB erwog eine Bereitstellung von 2 Millionen Euro für die TAP.

## Kontroversen

### Gasnachfrage
Zwischen 2010 und 2015 ist die Gasnachfrage in der Europäischen Union (EU) um mehr als 20 % gesunken. Gleichzeitig werden Gasprojekte mit einem um mehr als 70 % höheren Gasnachfrageszenario im Jahr 2030 bewertet. Bis 2021 kehrte der Gasverbrauch nur auf das Niveau von 2010 zurück.
Die EU verfügt über einen allgemeinen Überschuss an Gasimportinfrastruktur, und viele der Importkapazitäten sind unterausgelastet. Andererseits würden die EU-Ziele für Energieeffizienz die Gasnachfrage in den nächsten Jahren reduzieren. Die EU hat sich ein Einsparziel von 20 % beim Energieverbrauch bis 2020 gesetzt, verglichen mit der prognostizierten Energienutzung im Jahr 2020.

### Europäische Klimapolitik
Die zentralen Ziele der EU in der Klimapolitik bis 2030 sind eine Reduzierung der Treibhausgasemissionen um mindestens 40 % im Vergleich zu 1990, 27 % des gesamten Energieverbrauchs aus erneuerbaren Energien und eine Steigerung der Energieeffizienz um 27 %. Laut der Internationalen Energieagentur können „nicht mehr als ein Drittel der nachgewiesenen Reserven an fossilen Brennstoffen vor 2050 verbraucht werden, wenn die Welt das Zwei-Grad-Ziel erreichen soll“. Die Europäische Investitionsbank (EIB) hat ihr Engagement zur Bekämpfung des Klimawandels erklärt, strebt jedoch weiterhin an, den Südlichen Gaskorridor zu finanzieren.

### Diversifizierung
Mit dem Südlichen Gaskorridor ist eines der Ziele der EU, die Erdgaslieferwege zu diversifizieren und die Abhängigkeit von Russland zu verringern. Russland lieferte 2013 etwa ein Drittel des EU-Gasverbrauchs, hauptsächlich über Gazprom. Die Europäische Bank für Wiederaufbau und Entwicklung (EBRD) wird jedoch Lukoil 200 Millionen US-Dollar leihen, um das Erdgasfeld „Shah Deniz“ in Aserbaidschan zu entwickeln. Das russische Unternehmen Lukoil, dessen CEO ein aserbaidschanischer Geschäftsmann namens Wagit Alekperow ist, besitzt 10 % des Feldes.

### Unterstützung der aserbaidschanischen Regierung
Durch den Bau des Südlichen Gaskorridors unterstützen europäische Länder und Unternehmen den Gasexport aus Aserbaidschan und tragen zur Finanzierung der aserbaidschanischen Regierung bei. Viele Kritiker, Beobachtungsgruppen und Nichtregierungsorganisationen (NGOs) haben die aserbaidschanische Regierung als repressiv oder autoritär kritisiert und behaupten, dass Aktivisten und Journalisten regelmäßig unter falschen Anschuldigungen verhaftet und inhaftiert werden. Die Fédération internationale des ligues des droits de l’Homme (FIDH) schrieb 2015, dass „Aserbaidschan seit mehr als einem Jahrzehnt schamlos Kaviar-Diplomatie einsetzt, um europäische Regierungen, seine wichtigsten Öl- und Gaskunden, zu bezaubern“. Die CEE Bankwatch Network warnt, dass „die Entwicklung von „Shah Deniz Phase 2“ und des Südlichen Gaskorridors wahrscheinlich die repressiven Strukturen der Əliyev-Regierung weiter festigen wird“.
Laut Berichten, die vom European Strategic Intelligence and Security Center (ESISC) im März und April 2017 erstellt wurden, dient die Veröffentlichung solcher Informationen dazu, ein Klima gegen einige Länder, einschließlich Aserbaidschan, zu schaffen, um Armenien zu begünstigen, das von verschiedenen NGOs und deren Verbindungen innerhalb des Europarats geleitet wird. In diesen Berichten werden solche Aktivitäten dieser armenischen Verbindung als einseitig und voreingenommen angesehen, wobei private Interessen des Netzwerks hinter dem Vorwand der Verteidigung der Menschenrechte verborgen werden, aber die Tätigkeit des ESISC selbst wird als Teil der aserbaidschanischen Propaganda charakterisiert.
Über zehn europäische Medienorganisationen haben gemeinsam die aserbaidschanische Regierung untersucht und Beamte der Geldwäsche im Vereinigten Königreich beschuldigt. Dieses als „Aserbaidschanische Waschmaschine“ bezeichnete Schema bestand angeblich darin, 2,5 Milliarden Euro an europäische Politiker und aserbaidschanische Eliten zu senden; das Geld wurde auch zum Kauf von Luxusgütern verwendet. Einer der Gründe für die Geldwäsche war, dass die aserbaidschanische Regierung ein positives Image in Europa aufrechterhalten musste, um Unterstützung für den Südlichen Gaskorridor zu gewinnen. Der Südliche Gaskorridor ist ein Hauptgrund für die Geldwäsche und kann den starken Lobbyismus der Regierung auf europäischer Ebene erklären. Infolge des Skandals wurden mehr als 80 Menschenrechtsaktivisten und oppositionelle Politiker in Aserbaidschan verhaftet und inhaftiert.

## Meinung von außen und Proteste
Der Südliche Gaskorridor erhielt gemischte Reaktionen in der Öffentlichkeit und war Ziel vieler Proteste und Petitionen weltweit.
In Italien gab es Proteste bezüglich des Korridors und seiner Umweltschäden. Im März 2017 protestierten Umweltschützer gegen die Entfernung jahrhundertealter Olivenhaine, die den Weg der Transadriatischen Pipeline (TAP) blockierten. Demonstranten blockierten die Baustelle, um zu verhindern, dass Lastwagen und Materialien durchdringen. Die Polizei griff ein und löste eine Demonstration von 300 Menschen auf.
25 Nichtregierungsorganisationen haben zudem einen Brief an den Verwaltungsrat der Europäischen Investitionsbank (EIB) und den Präsidenten der Bank angeschrieben und gefordert, die Finanzierung der Transanatolischen Pipeline (TANAP) aufgrund der Menschenrechtsverletzungen, die das Projekt verursacht hat, einzustellen. In dem Schreiben wird ausgeführt, dass die aserbaidschanische Regierung Formen von Folter, Inhaftierung und Behinderungen gegenüber Demonstranten, Journalisten und anderen Politikern angewendet hat; Menschenrechtsbeobachter konnten auch nicht nach Aserbaidschan einreisen.